# Lucapinella limatula
Lucapinella limatula är en snäckart som först beskrevs av Reeve 1850.  Lucapinella limatula ingår i släktet Lucapinella och familjen nyckelhålssnäckor. Utöver nominatformen finns också underarten L. l. hassleri.